# Гојко Вешовић
Гојко Вешовић (Бијело Поље, 29. септембар 1947) српски је књижевник из Црне Горе. Дуго година је био директор Народног Универзитета “Божидар Аџија”, општина Врачар, Београд.

## Биографија
Рођен као десето дете од оца Велимира и мајке Даринке, рођене Тапушковић. Супруга Душанка, рођена Којовић, родила двоје деце Ану и Владимира, који имају своја потомства. Ана и супруг Предраг Лазаревић, Петра и Павла, а Владимир са супругом Иваном, рођеном Ивковић, Сару и Виктора.
Основну школу завршио je у Папама код Томашева у Црној Гори. Гимназију завршио у Бијелом Пољу 1968. године. Исте године уписао Филозофски факултет у Београду, који завршава 1974. године дипломским радом код проф. др Драгана Јеремића, са темом “Проблем партијности у књижевности код Лењина”. Своју  наклоњеност књижевности показује још у Бјелопољској гимназији уз свесрдну подршку професора књижевности Блаже Кнежевића.
Као гимназијалац, 1964. године добија другу награду за поезију и другу награду за прозу од књижевног клуба “Блажо Шћепановић”, што је било највеће признање општине Бијело Поље за младе таленте. Поезијом се бави активно од доласка у Београд 1968. године. Почиње да објављује у "Књижевним новинама", "Младости", “Студенту", "Студентском граду”, "Мостовима", "Стварању" и у многим другим листовима и часописима. Радио је у Студентском културном Центру као помоћник уредника Предрага Драгића Кијука и Спасоја-Паје Грдинића.
За првог уредника Књижевног програма Дома културе “Студентски град” именован је 1. јула 1974. године, где остаје све до 1978.године, када бива именован за управника Центра за културу Народног универзитета “Браћа Стаменковић” на општини Палилула. Од београдске општине Палилула добија 1981. године Новембарску награду за посебан допринос развоју културних активности на овој општини. За активности на пољу Културе од 1978. до 1983. године, од Самоуправне интересне заједнице побратимљених општина Палилула-Београд, Медвешчак-Загреб, Бежиград-Љубљана и Сарајево-Центар, добија Повељу Братства и Јединства за допринос овој сарадњи. Именован је 1986. године за генералног директора Народног универзитета "Божидар Аџија" на београдској општини Врачар. На овом месту остаје до октобра 2000. године.
У Удружење књижевника Србије примљен је 2000. године. Од те године, након оснивања приватног Отвореног Унивезитета "Знање", бави се образовањем и културом све до пензионисања 2009. године.
Од Културно-просветне заједнице Београд добија награду „Златни беочуг” 1996. године за трајан допринос развоју у области културе. Лично се изјашњава да је истовремено дао допринос и црногорској књижевности.